# Блештень
Блештень (рум. Bleşteni) — село в Єдинецькому районі Молдови. Утворює окрему комуну. Адміністративний центр однойменної комуни, до складу якої також входить село Володень.